# Seveux
Seveux är en kommun i departementet Haute-Saône i regionen Bourgogne-Franche-Comté i östra Frankrike. Kommunen ligger i kantonen Fresne-Saint-Mamès som tillhör arrondissementet Vesoul. År 2015 hade Seveux 450 invånare.

## Befolkningsutveckling
Antalet invånare i kommunen Seveux
| Referens: INSEE |